# Jared Verse
Jared Verse (Dayton, 4 novembre 2000) è un giocatore di football americano statunitense che milita nel ruolo di defensive end per i Los Angeles Rams della National Football League (NFL).

## Carriera universitaria
Verse passò la sua prima stagione ad Albany come redshirt, poteva cioè allenarsi con la squadra ma non scendere in campo. L’anno seguente fece registrare 22 tackle e 4 sack in quattro partite nella stagione accorciata per il COVID-19. Fu inserito nella seconda formazione ideale della Colonial Athletic Association (CAA) e fu premiato come rookie difensivo dell’anno della conference. Nel 2021 fu inserito nella formazione ideale della CAA dopo 53 placcaggi, di cui 11,5 con perdita di yard, 9,5 sack e un fumble forzato.
Nel 2022 Verse annunciò che si sarebbe trasferito alla Florida State University  per giocare con i Seminoles. Nella prima stagione con la squadra mise a segno 48 tackle, 17 dei quali con perdita di yard, e 9 sack. Fu premiato come All-American sia nel 2022 che nel 2023, anno dopo il quale si dichiarò eleggibile per il Draft NFL 2024.

## Carriera professionistica

### Los Angeles Rams
Verse è considerato uno dei migliori difensori selezionabili nel Draft 2024 e una scelta della prima metà del primo giro. Il 25 aprile 2024 fu chiamato come 19º assoluto dai Los Angeles Rams. Debuttò come professionista partendo come titolare nella gara del primo turno persa contro i Detroit Lions mettendo a segno 4 placcaggi e un sack. Alla fine di settembre fu premiato come rookie difensivo del mese in cui mise a segno 19 placcaggi, un sack e un fumble forzato. A fine stagione fu convocato per il suo primo Pro Bowl dopo avere fatto registrare 66 placcaggi, 4,5 sack, 2 fumble forzati e 2 passaggi deviati.

## Palmarès
- Convocazioni al Pro Bowl: 1

2024
- Rookie difensivo del mese: 1

settembre 2024
- Rookie difensivo dell'anno - 2024
- PFWA All-Rookie Team - 2024